# Гандолгорын Батсух
Гандолгорын Батсух (монг. Гандолгорын Батсүх; род. 15 мая 1948, Эрдэнэцогт, Баянхонгор) — монгольский самбист и дзюдоист, чемпион (1974) и серебряный призёр (1973, 1975) чемпионатов мира по самбо, участник соревнований по дзюдо летних Олимпийских игр 1976 года в Монреале, Заслуженный мастер спорта Монголии. Выступал во второй полусредней весовой категории (до 74 кг).
На Олимпиаде монгол в первой же схватке проиграл представителю ФРГ Фреду Мархенке и остался без олимпийских наград.